# Los Realejos
Los Realejos település Spanyolországban, Santa Cruz de Tenerife tartományban. Los Realejos Puerto de la Cruz, San Juan de la Rambla és La Orotava községekkel határos. Lakosainak száma 37 522 fő (2024).

## Népesség
A település népessége az elmúlt években az alábbi módon változott:
| Lakosok száma | 35 031 | 35 756 | 37 224 | 37 559 | 38 028 | 36 860 | 36 218 | 36 402 | 37 076 | 37 522 |
|               | 2001   | 2004   | 2007   | 2009   | 2012   | 2014   | 2017   | 2019   | 2022   | 2024   |